# Буркіна-Фасо на Чемпіонаті світу з водних видів спорту 2015
Буркіна-Фасо взяла участь у Чемпіонаті світу з водних видів спорту 2015, який пройшов у Казані (Росія) від 24 липня до 9 серпня.

## Плавання
Плавці Буркіна-Фасо виконали кваліфікаційні нормативи в дисциплінах, які наведено в таблиці (не більш як 2 плавці на одну дисципліну за часом нормативу A, і не більш як 1 плавець на одну дисципліну за часом нормативу B):
Чоловіки
| Спортсмен          | Дисципліна          | Попередній заплив | Попередній заплив | Півфінал        | Півфінал        | Фінал           | Фінал           |
| Спортсмен          | Дисципліна          | Час               | Місце             | Час             | Місце           | Час             | Місце           |
| ------------------ | ------------------- | ----------------- | ----------------- | --------------- | --------------- | --------------- | --------------- |
| Омар Баррі         | 50 м брасом         | 41.33             | 74                | Завершив виступ | Завершив виступ | Завершив виступ | Завершив виступ |
| Тіндвенде Савадого | 50 м вільним стилем | 28.39             | 107               | Завершив виступ | Завершив виступ | Завершив виступ | Завершив виступ |

Жінки
| Спортсменка        | Дисципліна          | Попередній заплив | Попередній заплив | Півфінал         | Півфінал         | Фінал            | Фінал            |
| Спортсменка        | Дисципліна          | Час               | Місце             | Час              | Місце            | Час              | Місце            |
| ------------------ | ------------------- | ----------------- | ----------------- | ---------------- | ---------------- | ---------------- | ---------------- |
| Анжеліка Оуедраого | 50 м вільним стилем | 30.74             | 96                | Завершила виступ | Завершила виступ | Завершила виступ | Завершила виступ |
| Анжеліка Оуедраого | 50 м брасом         | 39.25             | 62                | Завершила виступ | Завершила виступ | Завершила виступ | Завершила виступ |